# Jocs Olímpics d'Hivern de 1988
Els Jocs Olímpics d'Hivern de 1988, oficialment anomenats XV Jocs Olímpics d'Hivern, es van celebrar a la ciutat de Calgary (Canadà) entre els dies 13 i 28 de febrer de 1988. Hi participaren un total de 1.423 esportistes (1.122 homes i 301 dones) de 57 comitès nacionals que competiren en 6 esports i 46 especialitats.
Aquesta fou l'última vegada que els Jocs Olímpics d'Hivern i els Jocs Paralímpics d'hivern es disputaren en dues seus diferents, passant a disputar-se a la mateixa seu a partir dels Jocs Olímpics d'Hivern de 1992 realitzats a Albertville (França). En aquests Jocs feren la seva última participació dues de les principals potències dels esports d'hivern, la República Democràtica Alemanya (RDA) i la Unió Soviètica (URSS).

## Ciutats candidates
En la 84a Sessió del Comitè Olímpic Internacional (COI) realitzada a Baden-Baden (Alemanya Occidental) el 30 de setembre de 1981 s'escollí la ciutat de Calgary com a seu dels Jocs Olímpics d'hivern de 1988 per davant de:
| Ciutat            | País   | 1a Ronda | 2a Ronda |
| Calgary           | Canadà | 35       | 48       |
| Falun             | Suècia | 25       | 31       |
| Cortina d'Ampezzo | Itàlia | 18       | -        |

## Comitès participants
En aquests Jocs Olímpics participaren un total de 1.423 competidors, entre ells 1.122 homes i 301 dones, de 57 comitès nacionals diferents. En aquests Jocs van participar per primera vegada les Antilles Neerlandeses, Fiji, Guam, Guatemala, Jamaica; retornaren Dinamarca, Filipines, Índia, Luxemburg i Portugal; i deixaren de participar Egipte i el Senegal.
| - Andorra (4) - Antilles Neerlandeses (2) - Argentina (15) - Austràlia (19) - Àustria (81) - Bèlgica (1) - Bolívia (6) - Bulgària (26) - Canadà (112) - Corea del Nord (6) - Corea del Sud (22) - Costa Rica (2) - Dinamarca (1) - Espanya (12) - Estats Units (117) - Fiji (1) - Filipines (1) - Finlàndia (53) - França (69) |  | - Grècia (6) - Guam (1) - Guatemala (6) - Hongria (5) - Índia (3) - Islàndia (3) - Itàlia (58) - Iugoslàvia (22) - Illes Verges Americanes (6) - Jamaica (4) - Japó (48) - Líban (4) - Liechtenstein (13) - Luxemburg (1) - Marroc (3) - Mèxic (11) - Mònaco (3) - Mongòlia (3) - Nova Zelanda (9) |  | - Noruega (63) - Països Baixos (11) - Polònia (33) - Portugal (5) - Puerto Rico (9) - RDA (59) - RFA (90) - Regne Unit (48) - Romania (11) - San Marino (5) - Suècia (67) - Suïssa (67) - Turquia (8) - Txecoslovàquia (59) - Unió Soviètica (101) - Xile (5) - R.P. de la Xina (13) - Xina Taipei (13) - Xipre (3) |

## Esports disputats
Un total de 6 esports foren disputats en aquests Jocs Olímpics, realitzant-se un total de 46 proves. En aquesta edició hi hagué quatre esports de demostració.

## Seus

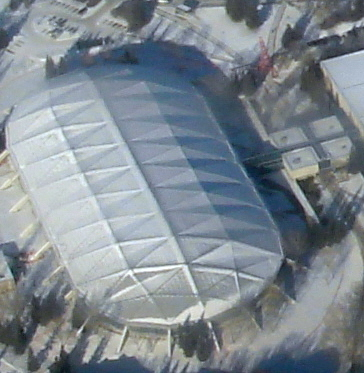
Imatge aèria de l'Olympic Oval.

- Olympic Oval - patinatge de velocitat sobre gel.
- Olympic Saddledome - hoquei sobre gel i patinatge artístic sobre gel.
- Canada Olympic Park - bobsleigh, luge, salts d'esquí, combinada nòrdica, esquí acrobàtic i esquí alpí adaptat.
- Canmore Nordic Centre Provincial Park - esquí de fons, biatló i combinada nòrdica.
- Max Bell Centre - curling i patinatge de velocitat en pista curta.
- McMahon Stadium - cerimònies d'obertura i clausura.
- Nakiska - esquí alpí i esquí acrobàtic
- Stampede Corral - patinatge artístic sobre gel i hoquei sobre gel
- Father David Bauer Olympic Arena - hoquei sobre gel

## Fets destacats
- Els jocs foren inaugurats per Jeanne Sauvé, 45a governadora general del Canadà en nom d'Elisabet II del Regne Unit.
- Per primera vegada la cerimònia d'obertura i clausura es realitzaren en el mateix escenari, en aquesta ocasió el McMahon Stadium.
- Per primera vegada els Jocs duraren 16 dies. Així mateix s'utilitzà neu artificial en la competició d'esquí alpí per tal de tenir una neu en condicions, i la competició de patinatge de velocitat sobre gel es realitzà en un recinte indoor.
- El compositor John Williams posà música als Jocs amb la creació de l'himne "The Olympic Spirit". El compositor David Foster compongué l'himne "Winter Games" i la cançó "Can't You Feel It?".
- Com en els Jocs Olímpics d'Estiu de 1976 realitzats a Mont-real (Canadà) l'equip canadenc, hoste dels Jocs, no va poder guanyar cap medalla d'or, igualant el resultat de Iugoslàvia durant la realització dels Jocs anteriors realitzats a Sarajevo.
- Els grans dominadors dels jocs foren el saltador finlandès Matti Nykänen, que aconseguí guanyar les tres medalles d'or disputades en la categoria de salt d'esquís. En categoria femenina la dominadora fou la patinadora neerlandesa Yvonne van Gennip, que també va aconseguir guanyar tres medalles d'or.
- En aquests Jocs es disputà la primera prova de Super gegant. L'italià Alberto Tomba fou el gran dominador de l'esquí alpí.

## Medaller

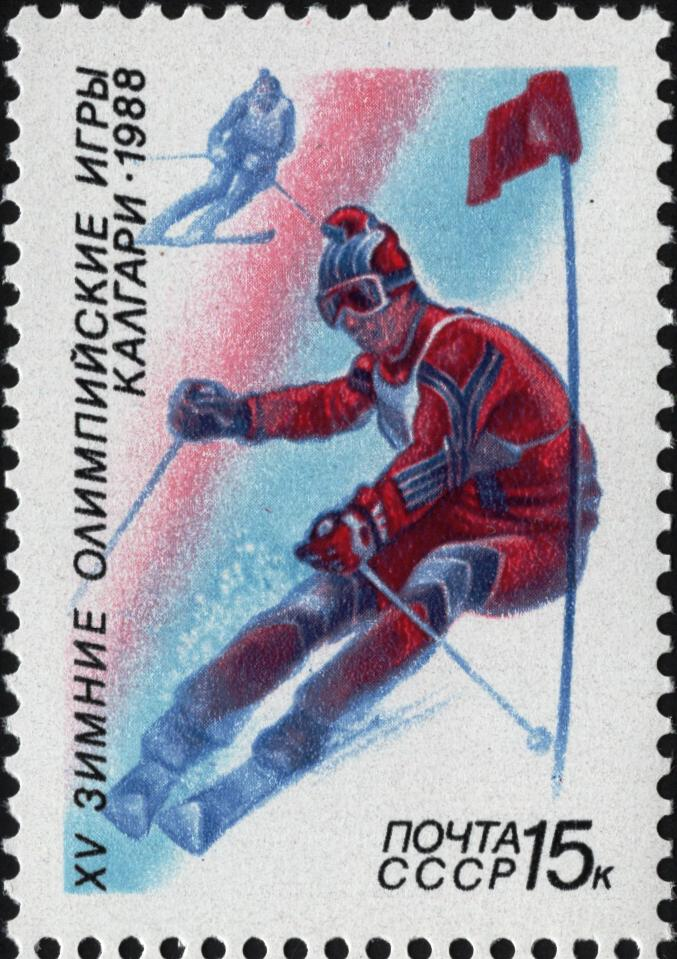
Segell commeoratiu de la Unió Soviètica amb motiu dels Jocs.

Deu comitès amb més medalles en els Jocs Olímpics de 1988. País amfitrió ressaltat (Canadà finalitzà en la posició 13a del medaller).
| Jocs Olímpics d'hivern de 1988 | Jocs Olímpics d'hivern de 1988 | Jocs Olímpics d'hivern de 1988 | Jocs Olímpics d'hivern de 1988 | Jocs Olímpics d'hivern de 1988 | Anells Olímpics |
| Posició                        | CON                            | Or                             | Plata                          | Bronze                         | Total           |
| 1                              | Unió Soviètica                 | 11                             | 9                              | 9                              | 29              |
| 2                              | RDA                            | 9                              | 10                             | 6                              | 25              |
| 3                              | Suïssa                         | 5                              | 5                              | 5                              | 15              |
| 4                              | Finlàndia                      | 4                              | 1                              | 2                              | 7               |
| 5                              | Suècia                         | 4                              | 0                              | 2                              | 6               |
| 6                              | Àustria                        | 3                              | 5                              | 2                              | 10              |
| 7                              | Països Baixos                  | 3                              | 2                              | 2                              | 7               |
| 8                              | RFA                            | 2                              | 4                              | 2                              | 8               |
| 9                              | Estats Units                   | 2                              | 1                              | 3                              | 6               |
| 10                             | Itàlia                         | 2                              | 1                              | 2                              | 5               |

### Medallistes més guardonats
Categoria masculina
| Nom                 | CON            | Disciplina             | Or | Plata | Bronze | Total |
| Matti Nykänen       | Finlàndia      | Salt amb esquís        | 3  | 0     | 0      | 3     |
| Valery Medvedtsev   | Unió Soviètica | Biatló                 | 1  | 2     | 0      | 3     |
| Vladímir Smirnov    | Unió Soviètica | Esquí de fons          | 0  | 2     | 1      | 3     |
| Tomas Gustafson     | Suècia         | Patinatge de velocitat | 2  | 0     | 0      | 2     |
| Frank-Peter Roetsch | RDA            | Biatló                 | 2  | 0     | 0      | 2     |
| Gunde Svan          | Suècia         | Esquí de fons          | 2  | 0     | 0      | 2     |
| Alberto Tomba       | Itàlia         | Esquí alpí             | 2  | 0     | 0      | 2     |

Categoria femenina
| Nom               | CON            | Disciplina              | Or | Plata | Bronze | Total |
| Yvonne van Gennip | Països Baixos  | Patinatge de velocitat  | 3  | 0     | 0      | 3     |
| Tamara Tikhonova  | Unió Soviètica | Esquí de fons           | 2  | 1     | 0      | 3     |
| Marjo Matikainen  | Finlàndia      | Esquí de fons           | 1  | 0     | 2      | 3     |
| Karin Enke        | RDA            | Patinatge de vellocitat | 0  | 2     | 1      | 3     |
| Andrea Ehrig      | RDA            | Patinatge de vellocitat | 0  | 2     | 1      | 3     |

## En la cultura popular
El grup mallorquí Antònia Font va anomenar la seva setena cançó del disc Lamparetes, Calgary 88.